# Сборная Болгарии по футболу (до 21 года)
Молодёжная сборная Болгарии по футболу представляет Болгарию на международных соревнованиях по футболу среди молодёжных сборных (до 21 года). Играла три раза на молодёжных чемпионатах Европы — один раз на турнире до 23 лет в 1972 году, дважды на турнирах до 21 года (в 1978 и 1990 годах). Высшее достижение — полуфинал 1978 года.
В 1972 году Болгария вышла в полуфинал, а на первом турнире для игроков до 21 года (1978 год) вышла в полуфинал, уступив там команде ГДР. В 1990 году вышла в четвертьфинал, но уступила Югославии, которая, в свою очередь, уступила будущим чемпионам — команде СССР. С тех пор Болгария ни разу не отбиралась на чемпионат Европы. Она была близка к этому лишь в 2007 году, но проиграла будущим бронзовым призёрам — Бельгии по сумме двух игр со счётом 2:5.